# All-Star Game de la NBA 1955
El quinto All-Star Game de la NBA de la historia se disputó el día 18 de enero de 1955 en el Madison Square Garden de la ciudad de Nueva York. El equipo de la Conferencia Este estuvo dirigido por Al Cervi, entrenador de Syracuse Nationals y el de la Conferencia Oeste por Charley Eckman, de Fort Wayne Pistons. La victoria correspondió al equipo del Este, por 100-91, siendo elegido MVP del All-Star Game de la NBA el base de Boston Celtics Bill Sharman, que consiguió 15 puntos, 10 de ellos en el último cuarto, fundamentales para la victoria de su equipo. El partido fue seguido en directo por 15.564 espectadores. La alternancia en el marcador fue la constante durante casi todo el partido, llegando a estar en manos de uno u otro equipo en no menos de 20 ocasiones diferentes.

## Estadísticas

### Conferencia Oeste
| CONFERENCIA OESTE           |                                                 |                                                 |                                                 |                                                 |                                                 |                                                 |                                                 |                                                 |
| Jugador, Equipo             | MIN                                             | TCA                                             | TCI                                             | TLA                                             | TLI                                             | REB                                             | AST                                             | PTS                                             |
| Jim Pollard, Minneapolis    | 27                                              | 7                                               | 19                                              | 3                                               | 3                                               | 4                                               | 0                                               | 17                                              |
| George Yardley, Fort Wayne  | 22                                              | 4                                               | 11                                              | 3                                               | 4                                               | 4                                               | 2                                               | 11                                              |
| Larry Foust, Fort Wayne     | 24                                              | 3                                               | 10                                              | 1                                               | 1                                               | 7                                               | 1                                               | 7                                               |
| Andy Phillip, Fort Wayne    | 28                                              | 3                                               | 4                                               | 0                                               | 0                                               | 3                                               | 6                                               | 6                                               |
| Bobby Wanzer, Rochester     | 26                                              | 3                                               | 7                                               | 2                                               | 2                                               | 3                                               | 2                                               | 8                                               |
| Bob Pettit, Milwaukee       | 27                                              | 3                                               | 14                                              | 2                                               | 4                                               | 9                                               | 2                                               | 8                                               |
| Jack Coleman, Rochester     | 19                                              | 2                                               | 8                                               | 2                                               | 3                                               | 6                                               | 1                                               | 6                                               |
| Vern Mikkelsen, Minneapolis | 25                                              | 7                                               | 15                                              | 2                                               | 3                                               | 9                                               | 1                                               | 16                                              |
| Slater Martin, Minneapolis  | 23                                              | 2                                               | 5                                               | 1                                               | 2                                               | 2                                               | 5                                               | 5                                               |
| Frank Selvy, Milwaukee      | 19                                              | 2                                               | 7                                               | 3                                               | 4                                               | 3                                               | 1                                               | 7                                               |
| Arnie Risen, Rochester      | Seleccionado, pero no jugó debido a una lesión. | Seleccionado, pero no jugó debido a una lesión. | Seleccionado, pero no jugó debido a una lesión. | Seleccionado, pero no jugó debido a una lesión. | Seleccionado, pero no jugó debido a una lesión. | Seleccionado, pero no jugó debido a una lesión. | Seleccionado, pero no jugó debido a una lesión. | Seleccionado, pero no jugó debido a una lesión. |
| Totales                     | 240                                             | 36                                              | 100                                             | 19                                              | 26                                              | 50                                              | 21                                              | 91                                              |

MIN: Minutos. TCA: Tiros de campo anotados. TCI: Tiros de campo intentados. TLA: Tiros libres anotados. TLI: Tiros libres intentados. REB: Rebotes. AST: Asistencias. PTS: Puntos

### Conferencia Este
| CONFERENCIA ESTE            |     |     |     |     |     |     |     |     |
| Jugador, Equipo             | MIN | TCA | TCI | TLA | TLI | REB | AST | PTS |
| Harry Gallatin, New York    | 36  | 4   | 7   | 5   | 5   | 14  | 3   | 13  |
| Dolph Schayes, Syracuse     | 29  | 6   | 12  | 3   | 3   | 13  | 1   | 15  |
| Ed Macauley, Boston         | 27  | 1   | 5   | 4   | 5   | 4   | 2   | 6   |
| Bob Cousy, Boston           | 35  | 7   | 14  | 6   | 7   | 9   | 5   | 20  |
| Paul Seymour, Syracuse      | 16  | 3   | 8   | 2   | 2   | 3   | 1   | 8   |
| Paul Arizin, Philadelphia   | 23  | 4   | 9   | 1   | 2   | 2   | 2   | 9   |
| Carl Braun, New York        | 16  | 4   | 6   | 0   | 0   | 2   | 2   | 8   |
| Neil Johnston, Philadelphia | 15  | 1   | 7   | 1   | 1   | 6   | 1   | 3   |
| Dick McGuire, New York      | 25  | 1   | 2   | 1   | 2   | 3   | 6   | 3   |
| Bill Sharman, Boston        | 18  | 5   | 10  | 5   | 5   | 4   | 2   | 15  |
| Totales                     | 240 | 36  | 80  | 28  | 32  | 60  | 25  | 100 |

MIN: Minutos. TCA: Tiros de campo anotados. TCI: Tiros de campo intentados. TLA: Tiros libres anotados. TLI: Tiros libres intentados. REB: Rebotes. AST: Asistencias. PTS: Puntos